# Bernhard Waibel
Bernhard Waibel, auch Weibel oder Waibl, (* 7. April 1617 in Konstanz; † 19. April 1699 in Salzburg) war ein deutscher Benediktinerpater und Hochschullehrer.

## Leben
Waibel studierte bereits vor seinem Eintritt in das Kloster Einsiedeln Theologie.  Am 6. Januar 1638 legte er seine Profess ab, wurde am 19. März 1639 Subdiakon und am 17. Dezember 1639 Diakon. Seine Priesterweihe erfolgte 1641. Er wurde mit drei Mitbrüdern am 7. Juli 1641 nach Lyon versetzt. Nachdem seine Mitbrüder dort verstorben waren, unternahm er 1643 eine längere Reise durch Frankreich. Am 24. April 1649 wurde er Apostolischer Protonotar und in dieser Zeit außerdem Novizenmeister und Professor der Theologie, am 3. Juli 1649 Beichtvater des Frauenklosters Au. 1650 wurde er Präses der Rosenkranzbruderschaft in Einsiedeln.
Waibel wurde im Dezember 1653 Pfarrer von Einsiedeln, 1655 Philosophieprofessor und erneut Novizenmeister. Am 22. Oktober 1657 erhielt er an der Universität Salzburg die Professur für spekulative Theologie und Exegese, am 8. Januar 1658 den Magistergrad in Theologie. Er wurde dort zum fürsterzbischöflichen Geistlichen Rat sowie zum kaiserlichen Notar ernannt. Er war Rektor des Konvikts am Stift Sankt Peter sowie von 1665 bis 1667 Prokanzler der Universität. Daneben hatte er an der Theologischen Fakultät zeitweise das Dekansamt inne. 1667 wurde er nach Einsiedeln zurück berufen und hatte dort diverse Ämter inne. So war er Visitator des Klosters auf der Au, Subprior des Klosters Einsiedeln sowie Consiliarus am Kloster.
Waibel kam 1671 als Rektor nach Maria Plain. Dort wurde ihm die Aufgabe übertragen, junge Lehrkräfte auf deren Wirken an der Universität Salzburg vorzubereiten. Bereits von dort begann er als außerordentlicher Beichtvater für das Stift Nonnberg zu wirken. 1681 wurde er ordentlicher Beichtvater vom Nonnberg. Gegen seine Abberufung nach Einsiedeln wandten sich der Fürsterzbischof von Salzburg und die Äbtissin.

## Werke (Auswahl)
- Selectarum difficultatum Disputatio theologica de jure et justitia. Meyer, Salzburg 1660.
- Theses theologicae de Augustissimo Missae Sacrificio, quas in Alma et Archiepiscopali Universitate Salisburgensi ex praelectionibus Adm. Rdi et Clarissimi P. Bernardi Weibel, Illmi et Exempti Monrii B. V. Einsidlensis in Helvetia, Ord. S. Benedicti Monachi, SS. Theol. Doctoris et Professoris ordinarii, Celsmi et Rev. mi Principis et Archiepiscopi Salisburgensis etc. Consiliarii – Collegit et ad disputandum publice proposuit R. R. P. Coelestinus Turner, ejusdem Ordinis, in Imperiali Monrio SS. Udalrici et Afrae Augustae Professus, SS. Theol. et SS. Canonum Studiosus, Meyer, Salzburg 1662.
- De natura Theologiae et de existentia et essentia Dei. 12, 1664.
- Disputatio de jurisdictione poenitentiali, 1669.
- Miracula Sti Patris Benedicti cum apologia et defensione numismatum et crucis Sti Benedicti, 1675.